# 27 f.Kr.
27 f.Kr. var ett normalår som började en söndag i den proleptiska julianska kalendern, men i verkligheten antingen ett normalår som började en söndag, måndag eller tisdag, eller ett skottår som började en måndag i den julianska kalendern (se skottårsfelet i den julianska kalendern för mer information).

## Händelser

### Efter plats

#### Romerska republiken/Romerska riket
- 16 januari – Den romerska senaten utnämner Octavianus till Augustus. Han går med på denna ära, efter att ha avsagt sig förslaget att kallas Romulus. Han blir därefter känd under namnet Augustus och blir i och med detta den förste romerske kejsaren.
- Augustus och Marcus Vipsanius Agrippa blir konsuler i Rom, Augustus för sjunde och Agrippa för tredje gången.
- Som konsul återger Augustus senaten en del maktbefogenheter.
- Augustus inleder en ny militärreform.
- Den norra av Memnons stoder förstörs av en jordbävning i Egypten (enligt Strabon).

## Avlidna
- Varro, romersk författare och vetenskapsman